# Ochotona dauurica huangensis
Ochotona dauurica huangensis ist eine Unterart des Daurischen Pfeifhasen oder -unterart aus der Familie der Pfeifhasen innerhalb der Hasenartigen. Ihr Verbreitungsgebiet ist auf ein Gebiet in der Provinz Sichuan in China beschränkt. Teilweise wird Ochotona dauurica huangensis als eigene Art Ochotona huangensis behandelt.

## Merkmale
Ochotona dauurica huangensis ist ein mittelgroßer Pfeifhase mit einer Körperlänge um 12,5 bis 17,6 Zentimetern. Er entspricht in seinem Äußeren weitgehend Ochotona thibetana, als dessen Unterart er bis 1992 galt, und unterscheidet sich von diesem nur leicht in morphologischen Details.

## Verbreitung

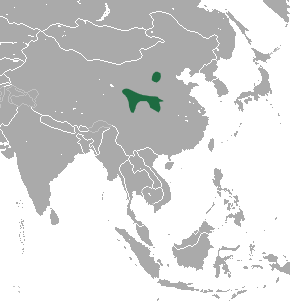
Verbreitungsgebiet von Ochotona huangensis

Ochotona dauurica huangensis ist endemisch in der Volksrepublik China. Er lebt in den Bergregionen der Provinzen Shaanxi, Gansu, Qinghai, Sichuan, Shanxi, Henan und Hubei, wo er teilweise sympatrisch mit anderen Pfeifhasen vorkommt. So lebt er sympatrisch mit Ochotona thibetana im Qin Ling und im nordwestlichen Sichuan und mit Ochotona cansus in Xunhua, Qinghai und dem südlichen Gansu. Er kommt in der Regel in Höhen bis 2700 Meter vor, kann jedoch lokal bis 4000 Meter erreichen.

## Lebensweise
Über die Lebensweise dieses Pfeifhasen liegen nur wenige Informationen vor. Er lebt ähnlich wie andere Pfeifhasen Chinas in bergigen Regionen und ernährt sich generalistisch von Pflanzen. Als Habitate nutzt Ochotona dauurica huangensis verschiedene Lebensräume von Nadel- und Nadel-Laub-Mischwäldern über Buschland bis hin zu Grasflächen. Die Tiere legen zudem komplexe Wohnbauten im Erdboden an.

## Systematik
Die wissenschaftliche Erstbeschreibung von Ochotona dauurica huangensis erfolgte durch den deutschen Zoologen Paul Matschie im Jahr 1908. Der Pfeifhase galt ursprünglich als Unterart des Moupin-Pfeifhasen (Ochotona thibetana), wurde jedoch 1992 durch Yu and Zheng aufgrund morphologischer Daten als eigene Art beschrieben. Dies wurde durch Yu et al. 1997 und 2000 auf der Basis molekularbiologischer Daten bestätigt. Andrei Alexandrowitsch Lissowski ordnete ihn jedoch 2013 im Rahmen einer taxonomischen Überarbeitung der Gattung vor allem aufgrund kraniometrischer Daten als Synonym sowie 2016 im Handbook of the Mammals of the World als Unterart dem Daurischen Pfeifhasen (Ochotona dauurica) zu, betonte dabei jedoch die Notwendigkeit einer zukünftigen Revision innerhalb dieser Art.

## Gefährdung und Schutz
Ochotona dauurica huangensis wurde als Ochotona huangensis von der International Union for Conservation of Nature and Natural Resources (IUCN) aufgrund des sehr großen Verbreitungsgebietes und der vergleichsweise großen Population als nicht gefährdet (least concern) eingestuft. Durch die Neueinstufung als Unterart wurde der Eintrag gelöscht.

## Belege
1. 1 2  Ochotona (Ochotona) huangensis. In: Don E. Wilson, DeeAnn M. Reeder (Hrsg.): Mammal Species of the World. A taxonomic and geographic Reference. 2 Bände. 3. Auflage. Johns Hopkins University Press, Baltimore MD 2005, ISBN 0-8018-8221-4.
2. 1 2  Ochotona huangensis in der Roten Liste gefährdeter Arten der IUCN 2011. Eingestellt von: A. T. Smith, C. H. Johnston, 2008. Abgerufen am 13. Juli 2012.
3. ↑  Andrey A. Lissovsky: Taxonomic revision of pikas Ochotona (Lagomorpha, Mammalia) at the species level. Mammalia 78 (2), 2013; S. 199–216. doi:10.1515/mammalia-2012-0134
4. ↑  A.A. Lissovsky: Daurian Pika - Ochotona dauurica. In: Don E. Wilson, T.E. Lacher, Jr., Russell A. Mittermeier (Herausgeber): Handbook of the Mammals of the World: Lagomorphs and Rodents 1. (HMW, Band 6), Lynx Edicions, Barcelona 2016; S. 47. ISBN 978-84-941892-3-4